# Pachycephala hypoxantha
El silbador de Borneo (Pachycephala hypoxantha) es una especie de ave paseriforme de la familia Pachycephalidae.

## Distribución geográfica y hábitat
Es endémica de la isla de Borneo.

## Subespecies
Se reconocen las siguientes según IOC:
- P. h. hypoxantha: norte de Borneo;
- P. h. sarawacensis: oeste de Borneo (Sarawak).